# Франческато, Грация
Грация Франческато (итал. Grazia Francescato; род. 23 ноября 1946, Паруццаро, Пьемонт) — итальянский политик, журналистка и активистка.

## Биография
Родилась 23 ноября 1946 года в Паруццаро. Окончила факультет иностранных языков и литературы в Университете Боккони в Милане, а затем переехала в Рим для работы в газетах Rome Daily American и Paese sera.
В 1973 году Франческато стала одной из основательниц первого феминистского журнала в Италии Effe. В 1977 году стала редактором АНСА. В 1990 году она вела телепрограмму «Geo» на канале Rai 3.
В 1986 году она была избрана в Национальный совет Всемирного фонда дикой природы, а в следующем году выдвигалась кандидатом в Палату депутатов от Федерации зелёных списков. В 1989 году она была кандидатом в Европейский парламент.
С 1999 по 2001 год Франческато возглавляла Федерацию зелёных списков. 3 мая 2003 года она была избрана на Мальте представителем европейских зелёных во время XIV заседания совета Европейской партии зелёных.
28 апреля 2006 года была избрана депутатом. В 2009 году Франческато покинула партию, чтобы присоединиться к партии «Левые Экология Свобода», с которой в 2013 году безуспешно выдвигалась в Сенат.